# Trachypachus slevini
Trachypachus slevini is een keversoort uit de familie Trachypachidae. De wetenschappelijke naam van de soort is voor het eerst geldig gepubliceerd in 1925 door Van Dyke.